# Bill Tondreau
William Paul „Bill“ Tondreau (* 4. Juli 1945 im Los Angeles County, Kalifornien) ist ein US-amerikanischer Filmtechniker und Fotograf. Er ist dreifacher Oscar-Preisträger.

## Leben
William P. Tondreau wurde 1945 im Los Angeles County geboren und wuchs im südlichen Kalifornien als jüngster von drei Söhnen seiner Eltern auf. Seine Mutter weckte bei Tondreau bereits in frühester Jugend das Interesse an der Fotografie. Er studierte Englisch an der California State University. Nachdem Tondreau im Vietnamkrieg gedient hatte, arbeitete er ab 1969 zehn Jahre als angestellter Fotograf des Designers und Architekten Charles Eames.
Für ein größeres Projekt reiste er quer durch die Vereinigten Staaten und nahm zahlreiche Bilder der Kolonialarchitektur in Nordamerika auf. Von Tondreau angefertigte Landschaftsaufnahmen wurden unter anderem im Louvre in Paris, im Metropolitan Museum of Art in New York und im British Museum in London ausgestellt.
Ein Artikel in der Fachzeitschrift American Cinematographer über den Einsatz von Bewegungssteuerung in der Filmproduktion weckte sein Interesse an Spezialeffekten. In seiner Wohnung in Venice entwarf er sein eigenes Tondreau Motion Control System, dass sehr viel benutzerfreundlicher als frühere Motion-Control-Fotografie-Systeme anderer Anbieter war und statt wie bis dato üblich von fünf Personen lediglich von einem Operator für visuelle Effekte bedient werden konnte. Er schaltete Anzeigen in American Cinematographer und fand so seine ersten Kunden aus der Filmindustrie. Bei der Produktion von Steven Lisbergers Science-Fiction-Film Tron war Tondreau 1982 im Team für Computer Systems and Software Development an der Entstehung der computergenerierten Sequenzen beteiligt. Tondreau arbeitete in den 1980er Jahren außerdem an Filmen wie Der Typ mit dem irren Blick, Auf der Suche nach dem goldenen Kind, Superman IV – Die Welt am Abgrund, Zwei mal Zwei und Zurück in die Zukunft II.
Im Jahr 1988 wurde bei Tondreau ein Hirntumor diagnostiziert. Auf Empfehlung seines Arztes ging er für eine Behandlung nach Albuquerque, New Mexico. Nach Abschluss der mehrmonatigen Therapie beschloss Tondreau, von Los Angeles ganz nach Albuquerque zu ziehen. Aus Albuquerque betrieb er weiter sein Unternehmen Kuper Controls.
Für sein Motion Control System erhielt Tondreau 1989 seinen ersten Oscar für Wissenschaft und Entwicklung. Später wurde sein System unter anderem bei Titanic, Minority Report, Fluch der Karibik, Master & Commander – Bis ans Ende der Welt, den Filmtrilogien Der Herr der Ringe und Matrix sowie zahlreichen weiteren Filmen eingesetzt. 2001 und 2004 folgten weitere Auszeichnungen mit dem Oscar für technische Verdienste und dem Scientific and Technical Academy Award of Merit.
2005 verkaufte er Kuper Controls an das Unternehmen General Lift. Fasziniert von den Landschaften New Mexicos beschäftigte er sich wieder verstärkt mit der Fotografie. Tondreau spezialisierte sich bald darauf, mittels Stitching aus bis zu 72 Einzelbildern großformatige und sehr detaillierte Landschaftsbilder mit einer von ihm optimierten Software nahtlos aneinanderzufügen. Seine Werke stellte er in der Sumner & Dene Galerie in Albuquerque aus.

## Auszeichnungen
- 1989: Oscar für Wissenschaft und Entwicklung, gemeinsam mit Alvah J. Miller, Paul D. Johnson (Lynx Robotics), Peter Regla (Elicon), Dan Slater (Interactive Motion Central), Bud Elam (Interactive Motion Central), Joe Parker (Interactive Motion Central), Billy Bryan (Interactive Motion Central), Jerry Jeffress, Ray Feeney, Bill Holland, Kris Brown „for their individual contributions and the collective advancements they have brought to the motion picture industry in the field of motion control technology“[11]
- 2001: Oscar für technische Verdienste, gemeinsam mit Alvah J. Miller, Paul D. Johnson (beide Lynx Robotics), David Stump (Visual Effects Rental Services) „for the conception, design and development of data capture systems that enable superior accuracy, efficiency and economy in the creation of composite imagery“
- 2004: Scientific and Technical Academy Award of Merit „for his significant advancements in the field of motion control technology for motion picture visual effects“